# Rauanjärvi (Juga, Norra Karelen, Finland)
Rauanjärvi eller Rauvonjärvi är en sjö i Finland. Den ligger i kommunen Juga i landskapet Norra Karelen, i den centrala delen av landet, 400 km nordost om huvudstaden Helsingfors. Rauanjärvi ligger 146,7 meter över havet. Den är 19,3 meter djup. Arean är 4,22 kvadratkilometer och strandlinjen är 39,58 kilometer lång. Sjön  ingår i Vuoksens huvudavrinningsområde.   I omgivningarna runt Rauanjärvi växer i huvudsak barrskog.